# 8937 Gassan
8937 Gassan è un asteroide della fascia principale. Scoperto nel 1997, presenta un'orbita caratterizzata da un semiasse maggiore pari a 2,2871194 UA e da un'eccentricità di 0,1598004, inclinata di 3,23278° rispetto all'eclittica.